# Trichophantasis grandicollis
Trichophantasis grandicollis är en skalbaggsart som först beskrevs av Stefan von Breuning 1967.  Trichophantasis grandicollis ingår i släktet Trichophantasis och familjen långhorningar. Inga underarter finns listade i Catalogue of Life.